# مركز الإذاعة والتلفزيون الإيراني الدولي للمؤتمرات
مركز الإذاعة والتلفزيون الإيراني الدولي للمؤتمرات أو (IICC) هو مركز مؤتمرات كبير ومجمع معارض يقع في شمال طهران وداخل الحرم الرئيسي لمقر البث الإذاعي في جمهورية إيران الإسلامية في طهران. المركز هو أحد الأماكن المرموقة للتجمعات والمؤتمرات والحفلات الموسيقية الهامة في إيران. يعد مركز المؤتمرات الدولي (IICC) أحد أكثر مراكز المؤتمرات تقدمًا في إيران.

## التاريخ
تم تصميم المجمع في عام 1958 خلال شاه إيران ، ولكن بدأ تشييده بعد سنوات عديدة. تم افتتاح المركز عام 1995.

## حدث مميز
تقام العديد من الأحداث الأكاديمية والمؤتمرات العلمية سنويًا فيها بما في ذلك المؤتمر الدولي لتسويق الخدمات المصرفية  ومؤتمر الطب العسكري. كما يتم عقد التجمعات الدولية التي تستضيف المتحدثين الرئيسيين المهمين مثل المنتدى المصرفي بين إيران وأوروبا  والمؤتمر الزراعي الإيراني  ، وحدث يوم السياحة العالمي والمؤتمر الدولي حول فرص الاستثمار في قطاع النقل والتنمية الحضرية  بها IICC. يستضيف أيضًا قاعة مشاهير العلوم والثقافة الإيرانية .

## روابط خارجية
الموقع الرسمي لـ IICC